# Ácido montânico
Ácido montânico é o ácido graxo saturado de cadeia linear com 28 carbonos.